# St. Julien
St. Julien es una localidad de Trinidad y Tobago, que forma parte de la región de Princes Town.

## Geografía
La localidad abarca parte de la isla Trinidad y limita al norte con Brothers Settlement, al sur con Matilda y Petit Café, al este con New Grant y al oeste con Dyers Village, Buen Intento y Broomage.

## Demografía
Datos demográficos de la localidad de St. Julien:
| Gráfica de evolución demográfica de St. Julien entre 2000 y 2011 |
|                                                                  |